# تپه هندلان ۱
تپه هندلان ۱ مربوط به عصر مفرغ - هزاره اول قبل از میلاد است و در شهرستان میانه، بخش کندوان، دهستان گرمه شمالی، ۲ کیلومتری جنوب شرقی روستای هندلان واقع شده و این اثر در تاریخ ۲۷ اسفند ۱۳۸۶ با شمارهٔ ثبت ۲۲۵۸۹ به‌عنوان یکی از آثار ملی ایران به ثبت رسیده است.